# Айрон-Маунтен-Лейк (Міссурі)
Айрон-Маунтен-Лейк (англ. Iron Mountain Lake) — місто (англ. city) в США, в окрузі Сент-Франсуа штату Міссурі. Населення — 640 осіб (2020).

## Географія
Айрон-Маунтен-Лейк розташований за координатами 37°41′11″ пн. ш. 90°37′1″ зх. д. / 37.68639° пн. ш. 90.61694° зх. д. (37.686519, -90.616949).  За даними Бюро перепису населення США в 2010 році місто мало площу 5,40 км², з яких 5,08 км² — суходіл та 0,32 км² — водойми.

## Демографія
Згідно з переписом 2010 року, у місті мешкало 737 осіб у 295 домогосподарствах у складі 200 родин. Густота населення становила 136 осіб/км².  Було 367 помешкань (68/км²).
Расовий склад населення:
| - 96,2 % — білих - 2,2 % — корінних американців - 0,1 % — азіатів |

До двох чи більше рас належало 1,4 %. Частка іспаномовних становила 1,9 % від усіх жителів.
За віковим діапазоном населення розподілялося таким чином: 22,7 % — особи молодші 18 років, 61,7 % — особи у віці 18—64 років, 15,6 % — особи у віці 65 років та старші. Медіана віку мешканця становила 41,8 року. На 100 осіб жіночої статі у місті припадало 95,5 чоловіків;  на 100 жінок у віці від 18 років та старших — 93,9 чоловіків також старших 18 років.
Середній дохід на одне домашнє господарство  становив 36 405 доларів США (медіана — 27 344), а середній дохід на одну сім'ю — 39 054 долари (медіана — 30 313). Медіана доходів становила 32 283 долари для чоловіків та 25 000 доларів для жінок. За межею бідності перебувало 29,6 % осіб, у тому числі 41,0 % дітей у віці до 18 років та 7,4 % осіб у віці 65 років та старших.
Цивільне працевлаштоване населення становило 268 осіб. Основні галузі зайнятості: виробництво — 16,8 %, освіта, охорона здоров'я та соціальна допомога — 15,7 %, мистецтво, розваги та відпочинок — 12,3 %.